# The Italian Job (1969)
The Italian Job is een Britse kraakfilm uit 1969 door Peter Collinson, met Michael Caine. De film bevat een hoeveelheid Britse trots, wat hem in eigen land door de jaren heen een cultstatus heeft opgeleverd. De film werd in een verkiezing door het filmblad Total Film (2004) op de 27e plaats gezet van de beste Britse films aller tijden.
In 2003 kwam de gelijknamige remake onder regie van F. Gary Gray uit.
De herkenbare filmmuziek is van de hand van Quincy Jones en bevat twee liedjes: On Days Like These gezongen door Matt Monro tijdens de openingtitels, en Getta Bloomin' Move On (beter bekend door het refrein The Self Preservation Society) wat te horen is tijdens de triomfantelijke uittocht van de dieven aan het einde van de film.
De zin "You're only supposed to blow the bloody doors off!", uitgesproken door Michael Caine in de film, werd verkozen tot favourite movie one-liner in een verkiezing uit 2003 tussen 1000 filmfans.

## Verhaal
Nadat Charlie Croker  uit de gevangenis komt, geeft een kennis, die recent weduwe is geworden, hem de plannen voor een uitdagende beroving die haar man aan het voorbereiden was. Het plan behelst het stelen van een goudlading ter waarde van 4 miljoen dollar die op weg is naar banken in Turijn als vergoeding aan Fiat, dat zojuist zijn auto-ontwerpen heeft vrijgegeven voor de Chinese markt.
Om het plan verder uit te werken verzamelt Croker een hele bende medewerkers; onder hen de programmeur Professor Peach, elektricien Birkinshaw  en meerdere chauffeurs. Hij breekt zelfs binnen in de gevangenis om een crimineel meesterbrein (Mr. Bridger) te overtuigen de operatie te financieren. Professor Peach moet het bewierookte geïnformatiseerde verkeerssysteem van Turijn platleggen om een grote verkeersopstopping te creëren, wat de politie moet verhinderen de dieven te achtervolgen. Om zelf wel mobiel te zijn, zullen de dieven in Mini Coopers vluchten, daarbij gebruikmakend van wegen, stoepen, galerijen, daken en zelfs het stadsriool.
De goudoverdracht vindt plaats in een weekeinde waarin het Brits voetbalelftal in de stad een interland tegen Italië speelt. De dieven verkleden zich daarom als Britse supporters, terwijl er van veel Britse personages een anti-EU-stemming uitgaat, hetgeen bijdraagt aan de antiautoritaire, pro-Britse sfeer.
De film eindigde in een letterlijke cliffhanger. Een vervolg werd echter nooit gemaakt.

## Rolverdeling
| Acteur           | Personage             |
| ---------------- | --------------------- |
| Michael Caine    | Charlie Croker        |
| Noël Coward      | Mijnheer Bridger      |
| Benny Hill       | Professor Simon Peach |
| Raf Vallone      | Altabani              |
| Tony Beckley     | Freddie               |
| Rossano Brazzi   | Beckerman             |
| Margaret Blye    | Lorna                 |
| Irene Handl      | Juffrouw Peach        |
| John Le Mesurier | Gevangenisdirecteur   |
| Fred Emney       | Birkinshaw            |
| John Clive       | Garagehouder          |
| Graham Payn      | Keats                 |
| Michael Standing | Arthur                |
| Stanley Caine    | Coco                  |
| Barry Cox        | Chris                 |